# Allophylus cinnamomeus
Allophylus cinnamomeus är en kinesträdsväxtart som beskrevs av Ludwig Radlkofer. Allophylus cinnamomeus ingår i släktet Allophylus och familjen kinesträdsväxter. Inga underarter finns listade i Catalogue of Life.